# Бурнакское сельское поселение
Бурна́кское се́льское поселе́ние — муниципальное образование (сельское поселение) в составе Балтасинского района Республики Татарстан.
Административный центр — деревня Бурнак.

## География
Сельское поселение находится в северной части Татарстана, в центральной части Балтасинского района. В составе района сельское поселение является частью Предкамской экономической зоны, занимающей 16,3 % территории республики. Граничит с Янгуловским, Средне-Кушкетским, Смаильским и Шишинерскими сельскими поселениями.
Площадь — 38,4 км² (3843,78 га).

## История
Бурнакское сельское поселение было образовано согласно Закону Республики Татарстан от 31 января 2005 года № 49-ЗРТ «Об установлении границ территорий и статусе муниципального образования „Балтасинский муниципальный район“ и муниципальных образований в его составе».

## Население
| 2010 | 2011 | 2012 | 2013 | 2014 | 2015 | 2016 |
| ---- | ---- | ---- | ---- | ---- | ---- | ---- |
| 863  | ↘862 | ↘844 | →844 | ↘809 | ↘799 | ↘791 |
| 2017 | 2018 |      |      |      |      |      |
| ↘775 | ↘769 |      |      |      |      |      |

## Состав
В состав сельского поселения входят 4 населённых пункта:
- деревня Бурнак
- деревня Карек-Серма
- деревня Новая Гора
- деревня Старая Турья

## Экономика
Основу экономики составляют предприятия агропромышленного комплекса, предприятия специализирующиеся на производстве строительных материалов, а также предприятия пищевой промышленности.